# Kettős szövetség
A kettős szövetség (németül: Zweibund) a Német Császárság és az Osztrák–Magyar Monarchia titkos katonai és védelmi szerződése volt. 1879. október 7-én hozták létre Bécsben Heinrich VII. Reuß zu Köstritz hercegnek, a Német Császárság ausztriai nagykövetének és id. Andrássy Gyula grófnak, a Monarchia külügyminiszterének közreműködésével. A szerződés az Orosz Birodalom ellen irányult. Érvénye öt évre szólt, meghosszabbítási lehetőséggel. A kettős szövetséget csak 1888. február 3-án hozták nyilvánosságra.
A német győzelemmel végződött porosz–francia háború óta Otto von Bismarck Franciaország elszigetelését tűzte ki célul külpolitikájában. Az 1873-ban megkötött hármas szövetséget (az ún. „három császár egyezségét”) megkérdőjelezte a balkáni válság és a berlini kongresszus, mert az osztrák és orosz érdekek ütköztek. Bismarck kiegyensúlyozott politikai erőviszonyok megteremtésére törekedett a Berlin központú szövetségi rendszer kiépítésével, melynek első lépése a kettős szövetség létrehozása volt. A katonai és védelmi szerződés értelmében a két állam orosz támadás esetén kölcsönösen megsegíti egymást teljes katonai haderejével. Egy másik ország agressziója esetén tilos a támadó fél mellé állni, és jóindulatú semlegességet kell tanúsítani a szövetséges partnerrel szemben. De ha Oroszország katonailag is támogatja az agresszort, akkor veszélyhelyzet áll elő, és a felek kötelező kölcsönös segítségnyújtása lép érvénybe.
I. Vilmos német császár ellenezte a kettős szövetséget. Bismarck azért vonta be az Osztrák–Magyar Monarchiát, mert attól tartott, hogy az szövetségre léphet Franciaországgal, vagy külön tárgyalhat az oroszokkal. A kancellár azt feltételezte, hogy ha az elszigetelt Orosz Birodalom konfliktusba kerülne Nagy-Britanniával, és bizonytalannak ítélné a várható osztrák és német reakciót, kérelmezné az 1873-as hármas szövetség helyreállítását, ami 1881 júniusában a „három császár szövetségének” megkötésével be is következett.

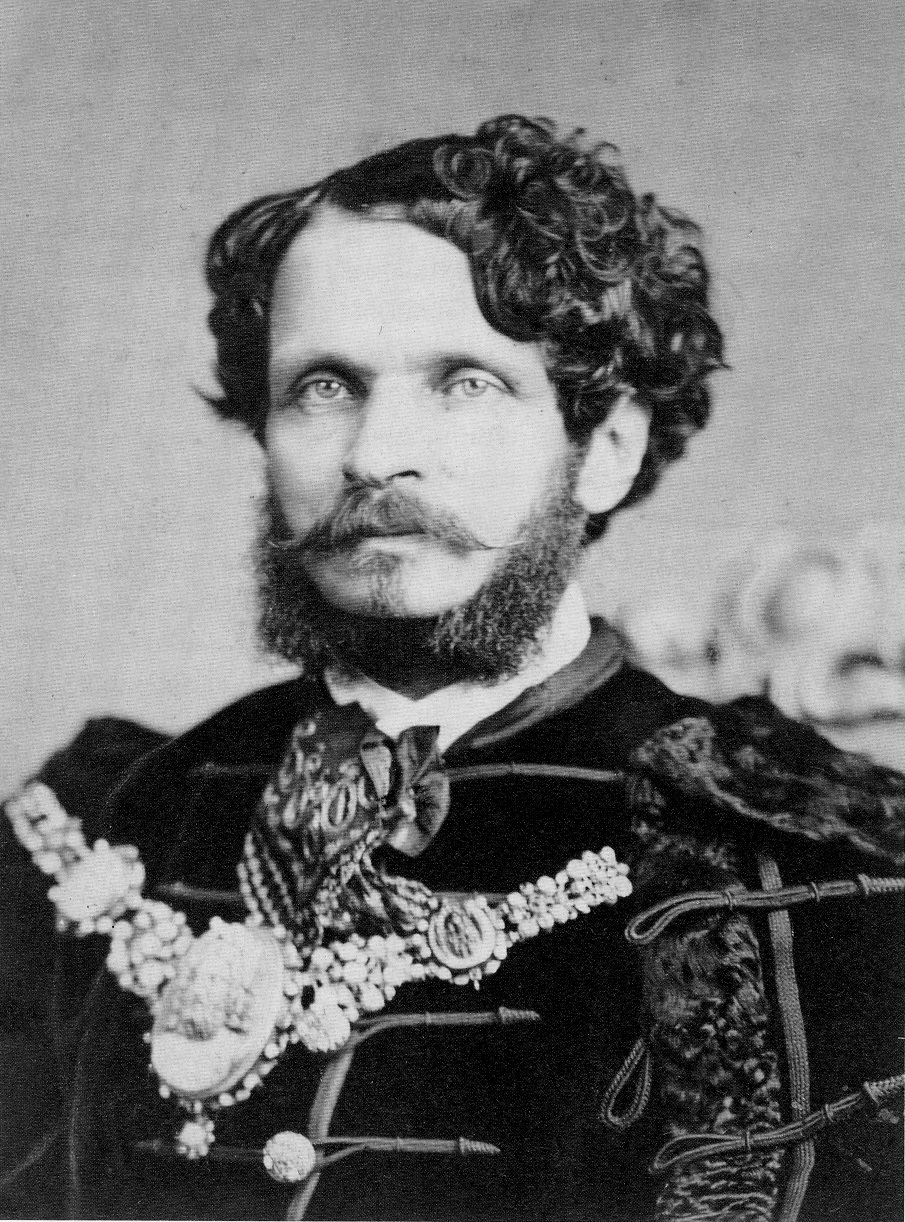
Andrássy Gyula O-M külügyminiszter
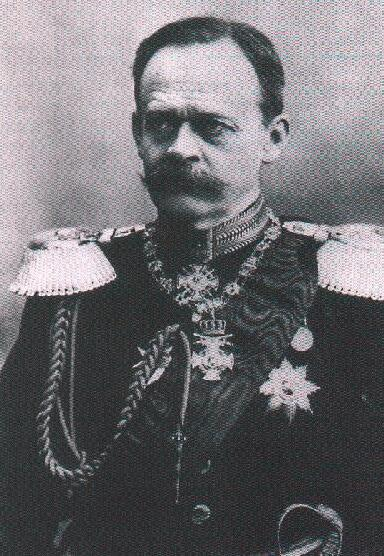
Reuß hercege, német nagykövet
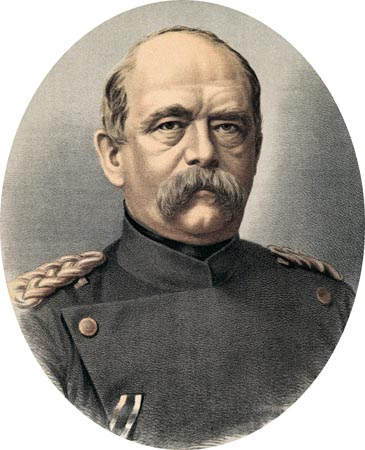
Otto von Bismarck német kancellár

A kettős szövetséget osztrák oldalon sokan bírálták, főleg a liberálisok és a Habsburg-hű politikusok, köztük Franz Kuhn von Kuhnenfeld is, aki 1868–1874 között a Monarchia hadügyminisztere volt. A liberalizmusra hajló trónörökös, Rudolf főherceg és újságíró barátai (Moritz Szeps, Maurice de Hirsch) szintén végzetesnek tartották a Monarchia szoros elkötelezettségét a domináns, de egyre inkább elszigetelt Német Császársághoz. Rudolf félelmei fokozódtak, amikor kitűnt, hogy a mérsékelt III. Frigyes császár beteg, és helyét hamarosan az agresszív II. Vilmos veszi át, akit Rudolf személyesen is gyűlölt. De minden kezdeményezés, ami a Monarchia szövetségi rendszerének újragondolását célozta (kibékülés Oroszországgal, szövetség Franciaországgal és Nagy-Britanniával), 1888-ban zátonyra futott Ferenc József császár ellenállásán, aki a szerződések szilárd betartásához ragaszkodott, ebben a Monarchia németpárti, nacionalista politikusai támogatták.

## Kapcsolódó szócikk
- Londoni egyezmény (1871)(wd) vagy „Hellészpontosz-konferencia”
- Három császár egyezménye (1873)
- Három császár szövetsége (1881)
- Hármas szövetség (1882)
- Földközi-tengeri szerződés (1887)
- Viszontbiztosítási szerződés (1887)
- Francia–orosz szövetség (1894)
- Entente cordiale (1904)
- Antant (1907)
- Első világháború